# Константин Анђел
Константин Анђел (грчки: Κωνσταντίνος Άγγελος; умро 1166) је био византијски адмирал и панхиперсеваст Филаделфије. Зачетник је познате византијске династије Анђела.

## Биографија
Константин Анђел је био син византијског војсковође Манојла Анђела. Оженио се 1122. године Теодором Комнином Анђелином, кћерком византијског цара Алексија I Комнина (1083-1118) и Ирине Дукине. Командовао је царском флотом на Сицилији. Према хроници византијског историчара Никите Хонијата, Константин је био храбар и способан војсковођа скромног порекла. Имао је тројицу браће, Николу Анђела, Михаила Анђела и Јонаса Анђела. Сва тројица били су византијске војсковође у Италији. Преко свога сина Андроника Дуке Анђела, Константин је зачетник познате византијске династије Анђела која ће касније доћи на византијски престо.

## Породица
Са Теодором, ћерком цара Алексија, Константин је имао седморо деце:
- Јован Дука (око 1125/7 - око 1200), севастократор, отац будућих епирских владара Теодора Дуке и Манојла Дуке.
- Алексије Комнин Анђел
- Андроник Дука Анђел (умро после 1185), византијски генерал у Малој Азији, отац будућих царева Алексија III Анђела и Исака II Анђела.
- Исак Анђел, војсковођа у Киликији.
- Марија Анђелина, удата за Константина Камица.
- Евдокија Анђелина, удата за Василија Цикандела.
- Зоја Анђелина, удата за Андроника Синадина.